# Imara (castniídeos)
Imara (Brachodidae) é um gênero de traça pertencente à família Brachodidae.